# ایستگاه بیمارستان حمد
ایستگاه بیمارستان حمد ایستگاهی در خط سبز متروی دوحه در قطر است. این ایستگاه که در جادهٔ الریان در منطقهٔ السد دوحه، روبروی بیمارستان حمد در شهر پزشکی حمد قرار دارد، به هر دو منطقهٔ مزبور خدمات‌رسانی می‌کند.
این ایستگاه در حال حاضر دارای یک مترولینک است. امکانات موجود در محل شامل سرویس بهداشتی و نمازخانه است.

## تاریخچه
این ایستگاه در ۱۰ دسامبر ۲۰۱۹ به‌همراه سایر ایستگاه‌های خط سبز (که با نام خط آموزش نیز شناخته می‌شود) به روی عموم باز شد.

## طرح‌بندی ایستگاه
| همکف | سطح خیابان                                      | خروجی/ورودی            | خروجی/ورودی            |
| -۱   | مزانین                                          | کنترل کرایه، فروش بلیط | کنترل کرایه، فروش بلیط |
| -۲   | خدمات عمومی                                     | مغازه‌ها                | مغازه‌ها                |
| -۳   | به غرب                                          | M2 به سمت الرفاع       |                        |
| -۳   | سکوی جزیره‌ای، درها به سمت چپ یا راست باز می‌شوند |                        |                        |
| -۳   | به شرق                                          | M2 به سمت المنصوره     |                        |

## مترولینک‌ها
ایستگاه بیمارستان حمد دارای یک مترو لینک است. مترولینک شبکهٔ اتوبوس رایگان متروی دوحه است که به این ایستگاه خدمات‌رسانی می‌کند:
- ام۲۱۰ که به السد (منطقهٔ ۳۸) خدمات‌رسانی می‌کند.

## خدمات حمل و نقل
اتوبوس‌های خطوط ۴۰، ۴۱، ۴۲، ۴۳، ۴۵، ۴۹، ۹۴، ۱۰۴، ۱۰۴آ و ۱۰۴ب به این ایستگاه خدمات‌رسانی می‌کنند.